# Oreské (Trnava)
Oreské (in ungherese Kisdiós) è un comune della Slovacchia facente parte del distretto di Skalica, nella regione di Trnava.